# Vòng loại Giải vô địch bóng đá thế giới 2022 – Khu vực châu Phi (Vòng 1)
Vòng 1 thuộc khu vực châu Phi của vòng loại giải vô địch bóng đá thế giới 2022 đã được thi đấu từ ngày 4 đến ngày 10 tháng 9 năm 2019.

## Thể thức
Tổng cộng có 28 đội tuyển (đội tuyển được xếp hạng 27–54 trong danh sách các đội tuyển tham gia CAF) được thi đấu trên sân nhà và sân khách với hai lượt. 14 đội thắng được giành quyền vào vòng 2.

## Hạt giống
Lễ bốc thăm cho vòng 1 đã tổ chức vào ngày 29 tháng 7 năm 2019 lúc 12:00 EST (UTC+2), tại trụ sở chính CAF ở Cairo, Ai Cập.
Hạt giống đã được dựa trên bảng xếp hạng thế giới FIFA của tháng 7 năm 2019 (hiển thị trong dấu ngoặc đơn bên dưới). Các đội tuyển từ nhóm 2 đã tổ chức lượt đi.
Ghi chú: Các đội tuyển chữ đậm được vượt qua vòng loại cho vòng 2.
| Nhóm 1 | Nhóm 2 |
| --- | --- |
| 1. Zimbabwe (112) 2. Sierra Leone (114) 3. Mozambique (116) 4. Namibia (121) 5. Angola (122) 6. Guiné-Bissau (123) 7. Malawi (126) 8. Togo (128) 9. Sudan (129) 10. Rwanda (133) 11. Tanzania (137) 12. Guinea Xích Đạo (139) 13. Eswatini (139) 14. Lesotho (144) | 1. Comoros (146) 2. Botswana (147) 3. Burundi (148) 4. Ethiopia (150) 5. Liberia (152) 6. Mauritius (157) 7. Gambia (161) 8. Nam Sudan (169) 9. Tchad (175) 10. São Tomé và Príncipe (185) 11. Seychelles (192) 12. Djibouti (195) 13. Somalia (202) 14. Eritrea (202) |

## Tóm tắt
Lượt đi đã được thi đấu vào ngày 4–7 tháng 9, và lượt về vào ngày 8 và 10 tháng 9 năm 2019.
| Đội 1                | TTS         | Đội 2           | Lượt đi | Lượt về      |
| -------------------- | ----------- | --------------- | ------- | ------------ |
| Ethiopia             | 1–1 (a)     | Lesotho         | 0–0     | 1–1          |
| Somalia              | 2–3         | Zimbabwe        | 1–0     | 1–3          |
| Eritrea              | 1–4         | Namibia         | 1–2     | 0–2          |
| Burundi              | 2–2 (0–3 p) | Tanzania        | 1–1     | 1–1 (s.h.p.) |
| Djibouti             | 2–1         | Eswatini        | 2–1     | 0–0          |
| Botswana             | 0–1         | Malawi          | 0–0     | 0–1          |
| Gambia               | 1–3         | Angola          | 0–1     | 1–2          |
| Liberia              | 3–2         | Sierra Leone    | 3–1     | 0–1          |
| Mauritius            | 0–3         | Mozambique      | 0–1     | 0–2          |
| São Tomé và Príncipe | 1–3         | Guiné-Bissau    | 0–1     | 1–2          |
| Nam Sudan            | 1–2         | Guinea Xích Đạo | 1–1     | 0–1          |
| Comoros              | 1–3         | Togo            | 1–1     | 0–2          |
| Tchad                | 1–3         | Sudan           | 1–3     | 0–0          |
| Seychelles           | 0–10        | Rwanda          | 0–3     | 0–7          |

## Các trận đấu
| Ethiopia | 0–0             | Lesotho |
| -------- | --------------- | ------- |
|          | Chi tiết (FIFA) |         |

| Lesotho          | 1–1             | Ethiopia               |
| ---------------- | --------------- | ---------------------- |
| - Seturumane 56' | Chi tiết (FIFA) | - Lerotholi 50' (l.n.) |

Tổng tỷ số 1–1. Ethiopia thắng trên luật bàn thắng sân khách và giành quyền vào vòng 2.
| Somalia        | 1–0             | Zimbabwe |
| -------------- | --------------- | -------- |
| - Shakunda 86' | Chi tiết (FIFA) |          |

| Zimbabwe                                 | 3–1             | Somalia       |
| ---------------------------------------- | --------------- | ------------- |
| - Munetsi 77' - Muskwe 86' - Billiat 90' | Chi tiết (FIFA) | - Mohamed 85' |

Zimbabwe thắng 3–2 trên tổng tỷ số và giành quyền vào vòng 2.
| Eritrea        | 1–2             | Namibia                             |
| -------------- | --------------- | ----------------------------------- |
| - Sulieman 65' | Chi tiết (FIFA) | - Shalulile 50' - Tesfay 58' (l.n.) |

| Namibia                          | 2–0             | Eritrea |
| -------------------------------- | --------------- | ------- |
| - Iimbondi 25' - Shalulile 90+2' | Chi tiết (FIFA) |         |

Namibia thắng 4–1 trên tổng tỷ số và giành quyền vào vòng 2.
| Burundi      | 1–1             | Tanzania    |
| ------------ | --------------- | ----------- |
| - Amissi 81' | Chi tiết (FIFA) | - Msuva 85' |

| Tanzania               | 1–1 (s.h.p.)    | Burundi                          |
| ---------------------- | --------------- | -------------------------------- |
| - Samatta 29'          | Chi tiết (FIFA) | - Abdul Razak 45+2'              |
| Loạt sút luân lưu      |                 |                                  |
| - Nyoni - Mao - Kamagi | 3–0             | - Ngandu - Berahino - Bigirimana |

Tổng tỷ số 2–2. Tanzania thắng 3–0 trên loạt sút luân lưu và giành quyền vào vòng 2.
| Djibouti                            | 2–1             | Eswatini    |
| ----------------------------------- | --------------- | ----------- |
| - Mahabeh 45+4' (ph.đ.) - Hamza 74' | Chi tiết (FIFA) | - Mamba 56' |

| Eswatini | 0–0             | Djibouti |
| -------- | --------------- | -------- |
|          | Chi tiết (FIFA) |          |

Djibouti thắng 2–1 trên tổng tỷ số và giành quyền vào vòng 2.
| Botswana | 0–0             | Malawi |
| -------- | --------------- | ------ |
|          | Chi tiết (FIFA) |        |

| Malawi              | 1–0             | Botswana |
| ------------------- | --------------- | -------- |
| - Phiri 81' (ph.đ.) | Chi tiết (FIFA) |          |

Malawi thắng 1–0 trên tổng tỷ số và giành quyền vào vòng 2.
| Gambia | 0–1             | Angola       |
| ------ | --------------- | ------------ |
|        | Chi tiết (FIFA) | - Gaspar 31' |

| Angola                    | 2–1             | Gambia       |
| ------------------------- | --------------- | ------------ |
| - Geraldo 41' - Abreu 68' | Chi tiết (FIFA) | - Ceesay 65' |

Angola thắng 3–1 trên tổng tỷ số và giành quyền vào vòng 2.
| Liberia                                                   | 3–1             | Sierra Leone |
| --------------------------------------------------------- | --------------- | ------------ |
| - Tisdell 18' (ph.đ.) - Sangare 82' (ph.đ.) - Johnson 88' | Chi tiết (FIFA) | - Quee 56'   |

| Sierra Leone | 1–0             | Liberia |
| ------------ | --------------- | ------- |
| - Kamara 55' | Chi tiết (FIFA) |         |

Liberia thắng 3–2 trên tổng tỷ số và giành quyền vào vòng 2.
| Mauritius | 0–1             | Mozambique    |
| --------- | --------------- | ------------- |
|           | Chi tiết (FIFA) | - Telinho 10' |

| Mozambique                       | 2–0             | Mauritius |
| -------------------------------- | --------------- | --------- |
| - Clésio 6' - Catamo 77' (ph.đ.) | Chi tiết (FIFA) |           |

Mozambique thắng 3–0 trên tổng tỷ số và giành quyền vào vòng 2.
| São Tomé và Príncipe | 0–1             | Guiné-Bissau         |
| -------------------- | --------------- | -------------------- |
|                      | Chi tiết (FIFA) | - Mendes 85' (ph.đ.) |

| Guiné-Bissau      | 2–1             | São Tomé và Príncipe |
| ----------------- | --------------- | -------------------- |
| - Mendes 66', 77' | Chi tiết (FIFA) | - Iniesta 12'        |

Guiné-Bissau thắng 3–1 trên tổng tỷ số và giành quyền vào vòng 2.
| Nam Sudan         | 1–1             | Guinea Xích Đạo |
| ----------------- | --------------- | --------------- |
| - Kata 75' (l.n.) | Chi tiết (FIFA) | - Meseguer 34'  |

| Guinea Xích Đạo | 1–0             | Nam Sudan |
| --------------- | --------------- | --------- |
| - Nsue 72'      | Chi tiết (FIFA) |           |

Guinea Xích Đạo thắng 2–1 trên tổng tỷ số và giành quyền vào vòng 2.
| Comoros       | 1–1             | Togo       |
| ------------- | --------------- | ---------- |
| - Djoudja 49' | Chi tiết (FIFA) | - Laba 34' |

| Togo                             | 2–0             | Comoros |
| -------------------------------- | --------------- | ------- |
| - M'Dahoma 10' (l.n.) - Sunu 71' | Chi tiết (FIFA) |         |

Togo thắng 3–1 trên tổng tỷ số và giành quyền vào vòng 2.
| Tchad                    | 1–3             | Sudan                |
| ------------------------ | --------------- | -------------------- |
| - N'Douassel 85' (ph.đ.) | Chi tiết (FIFA) | - Agab 13', 67', 74' |

| Sudan | 0–0             | Tchad |
| ----- | --------------- | ----- |
|       | Chi tiết (FIFA) |       |

Sudan thắng 3–1 trên tổng tỷ số và giành quyền vào vòng 2.
| Seychelles | 0–3             | Rwanda                                      |
| ---------- | --------------- | ------------------------------------------- |
|            | Chi tiết (FIFA) | - Hakizimana 32' - Mukunzi 36' - Kagere 80' |

| Rwanda                                                                               | 7–0             | Seychelles |
| ------------------------------------------------------------------------------------ | --------------- | ---------- |
| - Bizimana 16' - Kagere 27', 51' - Tuyisenge 29', 34' - Mukunzi 57' - Hakizimana 79' | Chi tiết (FIFA) |            |

Rwanda thắng 10–0 trên tổng tỷ số và giành quyền vào vòng 2.

## Cầu thủ ghi bàn
Đã có 57 bàn thắng ghi được trong 28 trận đấu, trung bình 2.04 bàn thắng mỗi trận đấu.
3 bàn thắng
- Joseph Mendes
- Meddie Kagere
- Ramadan Agab

2 bàn thắng
- Peter Shalulile
- Muhadjiri Hakizimana
- Yannick Mukunzi
- Jacques Tuyisenge

1 bàn thắng
- Fábio Abreu
- Wilson Gaspar
- Geraldo
- Fiston Abdul Razak
- Cédric Amissi
- Ezechiel N'Douassel
- Ibroihim Djoudja
- Abdi Idleh Hamza
- Mahdi Moussein Mahabeh
- Luis Meseguer
- Emilio Nsue
- Ali Sulieman
- Siboniso Mamba
- Assan Ceesay
- Tsepo Seturumane
- Sam Johnson
- Mohammed Sangare
- Terrence Tisdell
- Gerald Phiri
- Geny Catamo
- Clésio
- Telinho
- Absalom Iimbondi
- Djihad Bizimana
- Iniesta
- Kei Kamara
- Kwame Quee
- Omar Mohamed
- Anwar Shakunda
- Simon Msuva
- Mbwana Samatta
- Kodjo Fo-Doh Laba
- Gilles Sunu
- Khama Billiat
- Marshall Munetsi
- Admiral Muskwe

1 bàn phản lưới nhà
- Kassim M'Dahoma (trong trận gặp Togo)
- Niko Kata (trong trận gặp Nam Sudan)
- Esey Tesfay (trong trận gặp Namibia)
- Nkau Lerotholi (trong trận gặp Ethiopia)